# Krajkovac
Krajkovac (en serbe cyrillique : Крајковац) est un village de Serbie situé dans la municipalité de Merošina, district de Nišava. Au recensement de 2011, il comptait 511 habitants.

## Démographie

### Évolution historique de la population
| 1948 | 1953 | 1961 | 1971 | 1981 | 1991 | 2002 | 2011 |
| ---- | ---- | ---- | ---- | ---- | ---- | ---- | ---- |
| 872  | 933  | 950  | 881  | 806  | 704  | 607  | 511  |

|  |